# 劉潼
刘潼（?—?），字子固，唐朝曹州南华人，劉暹之孙。其父刘志經，字仲修，雅州刺史。
刘潼擢进士第，杜悰判度支，表奏为巡官，转任祠部郎中。大中初年，讨党项羌，军粮缺乏，宰相想要以刘潼为使，刘潼不惧艰难，领命为供军使。收复河、湟，调兵屯守，以刘潼判度支河、湟供军案。历任京兆少尹。山南有盗寇，唐宣宗想要讨伐，宰相崔铉说他们都是迫于饥寒，请遣使安抚。刘潼前去赦免盗寇之罪，约刘潼就馆而降。山南节度使封敖遣兵击寇，刘潼罢归。他多次陈说边事，擢升为右谏议大夫。出为朔方、灵武节度使。大中十一年（857年）六月，因给边兵粮不及时，以朔方灵武定远等城节度使、朝散大夫、检校左散骑常侍、灵州大都督府长史、上柱国、赐紫金鱼袋刘潼贬为郑州刺史。改授桂管观察使，被郑裔绰阻止。改湖南观察使。召为左散骑常侍。咸通四年十二月廿七乙酉（864年2月8日），家奴煽动昭义军乱，夜攻府第，昭义节度使沈询全家遇害。刘潼代为节度使，至潞州，挖出家奴之心，在灵坐祭祀沈询。次年正月，以昭义节度使、检校礼部尚书、上柱国、赐紫金鱼袋刘潼为太原尹、北都留守、御史大夫，充河东节度观察处置等使。李福讨南诏，刘潼接替西川节度使，以恩信待南蛮。六姓蛮为南诏间谍。卑笼部落者请讨六姓蛮，刘潼出兵袭击，俘五千人。南诏从此不敢犯边。以功加检校尚书右仆射。去世后赠司空。其子刘紓。